# Ned Kelly (banda sonora)
Ned Kelly es la banda sonora de la película de mismo nombre, basada en el australiano Ned Kelly.

La película se lanzó en 1970 y la banda sonora contiene música de Waylon Jennings y Kris Kristofferson además de una canción de Mick Jagger, quien además interpretó el papel principal.

## Canciones
1. Ned Kelly
(Waylon Jennings)
2. Such is Life
3. The Wild Colonial Boy
(Mick Jagger)
4. What Do You Mean I Don’t Like
5. Son of a Scoundrel
(Kris Kristofferson)
6. Shadow of the Gallows
(Waylon Jennings)
7. If I Ever Kill
8. Lonigan's Widow
(Waylon Jennings)
9. Stoney Cold Ground
(Kris Kristofferson)
10. Ladies and Gentlemen"
11. The Kelly’s Keep Comin'
(Kris Kristofferson)
12. Ranchin' in the Evenin'
(Waylon Jennings)
13. Say
14. Blame it on the Kellys
(Waylon Jennings)
15. Pleasures of a Sunday Afternoon
(Waylon Jennings)
16. Hey Ned
(Tom Ghent)